# Carlo Antonio Marino
Carlo Antonio Marino (auch Marini) (getauft am 10. September 1670 in Bergamo; † 13. September 1735 in Crema) war ein italienischer Komponist, Violinist und Cellist.

## Leben
Carlo Antonio Marino wurde als Sohn der Eheleute Isabella und Giuseppe Marino in der Pfarrkirche S. Salvatore getauft. Carlo Antonio erhielt die erste Ausbildung von seinem Vater, einem als suonatore di viola, violoncello e contrabbasso bezeichneten Musikers. Die Kathedrale Santa Maria Maggiore war zu dieser Zeit ein wichtiges Musikzentrum in Norditalien. Als Knabe wurde Marino hier zuerst als Chorknabe ausgebildet. Ab 1686 war er zweiter und von 1700 bis 1705 nach dem Weggang von Bartolomeo Bernardi bis zur Auflösung des Streicherensembles erster Violinist an der Kathedrale. Nach dieser Zeit wirkte er an Opernhäusern in verschiedenen Städten Norditaliens. Am 16. November 1709 wurde Marino Kapellmeister am Dom von Crema. 
Marinos Sonaten für Violine und B. c. op. 8 von 1705 entsprechen denen des wenige Jahre zuvor veröffentlichten op. 5 von Arcangelo Corelli und enthalten wie dieses zahlreiche Doppelgriffe und Akkorde. Die Sonaten aus opp. 3, 6 und 7 sind wegen ihres obligaten Celloparts bemerkenswert. Von einigen seiner Sammlungen erschienen bei Estienne Roger in Amsterdam, bereits kurz nach der Erstveröffentlichung Nachdrucke.

## Werke

### Gedruckte Werke
- Op. 1: 12 Sonate da Camera a tre Strumenti (Bologna, 1687)
- Op. 2: 12 Sonate da Camera: Balletti, Correnti, Gighe, e Minuetti diversi a tre, due Violini, Violoncello o Spinetta (Venedig, 1692)
- Op. 3: 8 Suonate [da Chiesa] a tre, & [4] a cinque doi, e tre Violini, Viola, & Violoncello obligato, col Basso per l’Organo (Venedig, um 1693; Amsterdam, 1697)
- Op. 4: 12 Cantate a Voce sola [e Basso], Libro I (Venedig, 1695)
- Op. 5: 12 Suonate alla francese a tre (Venedig, 1699; Amsterdam, 1700)
- Op. 6: 6 Sonate à tre e [6] à quatro doi Violini, Viola e Violoncello, con il Basso per l’Organo (Venedig, 1701; Amsterdam)
- Op. 7: 12 Sonate a tre [e Violoncello] con il Basso per l’Organo (Venedig 1704)
- Op. 8: 12 Sonate a Violino solo col Basso continuo (Venedig, 1705; Amsterdam)

### Werke in Manuskripten
- 3 Concerti für Violine, Streicher und B. c.
- Ciaccona für ein Tasteninstrument
- Sonata für Viola (um 1708; eine Transposition der Sonata VI aus Op. 8)